# Diete
Die Diete ist ein 8,8 km, über einen linken Quellfluss 9,7 km langer linker Nebenfluss der Perf in den mittelhessischen Landkreisen Lahn-Dill-Kreis und Marburg-Biedenkopf im südwestlichen Breidenbacher Grund, Gladenbacher Bergland. Sie ist vor allem durch die flussnahe Trasse der B 253 und im Flusstal gelegene Breidenbacher Ortsteile von Bedeutung.

## Name
Albrecht Greule vermutet, dass sich der Name ursprünglich aus der germanischen Wurzel *þīda- im Sinne von 'aufgetaut, eisfrei,
(Schiff) leicht steuerbar' herleitet.

## Geographie

### Verlauf
Die Quelle der Diete befindet sich am Forsthaus Streitwasser nordöstlich von Simmersbach, Gemeinde Eschenburg (Lahn-Dill-Kreis) in nur etwa 30 Metern Entfernung zum Oberlauf des Simmersbaches, der in die Gegenrichtung über die Dietzhölze nach Südwesten zur Dill entwässert.
Beim Quelllauf in nördliche, später nordöstliche Richtungen umrundet die Diete den 541 m hohen, bewaldeten Galgenberg halb von links. Im weiteren Verlauf nach Nordosten tritt der Fluss unmittelbar nach dem linksseitigen Zufluss des vom gleichnamigen Ort kommenden Achenbaches in Breidenbach-Oberdieten in das Tal zwischen den bewaldeten Höhenzügen um den 557 m langen Hahn (links) und den 545 m hohen Schadenberg (rechts) und passiert Niederdieten, um südlich des Kernortes von Breidenbach schließlich von links in die Perf zu münden.
Der 8,8 km lange Lauf der Diete endet etwa 120 Höhenmeter unterhalb ihrer Quelle, sie hat somit ein mittleres Sohlgefälle von etwa 14 ‰.

### Nebenflüsse
Folgende Nebenflüsse fließen der Diete zu, von denen der von Achenbach kommende, gleichnamige Bach der einzige erwähnenswerte ist:
| Name          | Zufluss- seite | Länge [km] | Einzugs- gebiet [km²] | Mündungs- höhe [m. ü. NN] | Mündungs- ort          | DGKZ       |
| ------------- | -------------- | ---------- | --------------------- | ------------------------- | ---------------------- | ---------- |
| NN            | links          | 1,3        |                       | 403                       | unterhalb Forsthaus    | 258146-12  |
| Hainbach      | links          | 0,5        |                       |                           |                        | 258146-14  |
| Langellenbach | links          | 1,5        |                       | 380                       | östlich von Roth       | 258146-18  |
| Weidelbach    | rechts         | 0,6        |                       |                           |                        | 258146-32  |
| Achenbach     | links          | 3,7        | 6,595                 | 355                       | Oberdieten             | 258146-4   |
| Pferdsbach    | links          | 0,5        |                       |                           | Niederdieten           | 258146-916 |
| Obesbach      | links          | 0,5        |                       |                           | Niederdieten           | 258146-918 |
| Görzbach      | rechts         | 2,0        |                       | 333                       | Niederdieten           | 258146-992 |
| Hilsbach      | rechts         | 0,5        |                       |                           | Niederdieten           | 258146-994 |
| Sellbach      | links          | 1,5        |                       | 322                       | unterhalb Niederdieten | 258146-996 |

Über seinen ersten linken Zufluss beträgt die Länge der Diete 9,7 km.

## Verkehr
Die unmittelbare Nachbarschaft der Oberläufe von Diete und Simmersbach haben sich die Erbauer der Bundesstraße 253 zunutze gemacht. Ohne nennenswerte Steigungen kann so die Wasserscheide zwischen Oberer Lahn (Oberes Lahntal) und Dill (Oberes Dilltal) zwischen den ehemaligen Kreisstädten Dillenburg und Biedenkopf überwunden werden.